# محمد ولد ابيليل
محمد ولد ابيليل ولد مبارك (31 ديسمبر 1951 م روصو - 5 ينانير 2024) سياسي موريتاني ورئيس الجمعية الوطنية الموريتانية. وشغل منصب رئيس مجلس النواب الموريتاني عام 2014.

## حياته
دخل المدرسة مبكرا في مدينة داكار 1962 م ثم انتقلت أسرته إلى نواكشوط التي نال في ثانويتها الباكلوريا سنة 1974 م ثم دخل المدرسة الوطنية للإدارة و ختمها سنة 1978م، تقلد الكثير من الوظائف الإدارية و عمل حاكما لكثير من المدن الموريتانية ووالياً لبعض الولايات. ثم اُختير وزيراً للداخلية و اللامركزية في حكومة مولاي ولد محمد لغظف. وانتخب 2007 نائباً لمقاطعة كرمسين و أُعيد انتخابه سنة 2013م.

## حياته الشخصية
ولد ابيليل متزوج من بيظانية وله 6 أطفال.

## وفاته
توفي فجر 05 يناير 2024 في نواكشوط، بعد أيام من حجزه في مركز أمراض القلب، إثر وعكة صحية مفاجئة.